# Nisís Idhroúsa
Nisís Idhroúsa är en ö i Grekland.   Den ligger i prefekturen Nomós Attikís och regionen Attika, i den sydöstra delen av landet, 16 km söder om huvudstaden Aten.
Terrängen på Nisís Idhroúsa är mycket platt. Öns högsta punkt är 10 meter över havet. 